# Ivan Petkov
Ivan Petkov (tiếng Bulgaria: Иван Петков; sinh 22 tháng 1 năm 1985) là một cầu thủ bóng đá Bulgaria hiện tại thi đấu cho Etar Veliko Tarnovo ở vị trí tiền đạo.
Petkov khởi đầu sự nghiệp ở Zagorets Nova Zagora và gia nhập Kaliakra Kavarna năm 2007.